# Teatro Popular Melico Salazar
El Teatro Popular Melico Salazar es un teatro público costarricense, declarado patrimonio cultural, y con capacidad para 1.180 espectadores. Es propiedad del Ministerio de Cultura y Juventud de Costa Rica desde 1980.[cita requerida]
Sirve de institución sombrilla de varios programas: la Compañía Nacional de Teatro, la Compañía Nacional de Danza, el Taller Nacional de Teatro, el Taller Nacional de Danza (siendo estas dos últimas instituciones académicas) y PROARTES (un fondo para financiar las artes escénicas independientes).[cita requerida]
Su función, establecida por ley, es la democratización de la cultura.[cita requerida]

## Historia
El terreno fue comprado por el  inmigrante español José Raventós Gual, quien con el sueño de poder reproducir zarzuelas y operetas, decide utilizar el terreno para la construcción del actual teatro. José Fabio Garnier Ugalde, dramaturgo y arquitecto costarricense, diseña el teatro. La construcción se da el 8 de febrero de 1927; para concluir con la inauguración el 7 de octubre de 1928 con la representación de la Compañía de Operetas de Esperanza Iris.[cita requerida]
En el año 1960 se le agrega una nueva galería, también se le incluye una nueva pantalla para cinemascope. Unos siete años después, en 1967, la madrugada del 23 de abril se da un incendio que destruye la sala.[cita requerida]
A principios de la década de 1970, el Ministerio de Cultura, Juventud y Deportes surge con la idea de comprar el teatro y renovarlo, lo cual logra alcanzar un tiempo más tarde. En diciembre de 1981 se da una preinauguración del teatro, pero poco después se cierra el acceso al público para terminar la restauración.[cita requerida]
La reinauguración se da el 6 de marzo de 1985; y el 7 de abril del año siguiente , el diario oficial del gobierno, La Gaceta, anuncia la ley 7023 que le da al teatro Melico Salazar la posición de "institución cultural especializada" del Estado Costarricense.[cita requerida]

## Dedicatoria
Debe su nombre al tenor costarricense Manuel Salazar Zúñiga, también conocido como Melico, quien, por su voz de oro, llegó a ser reconocido en el ámbito mundial, tanto en Europa, como en todo el continente americano. Cantó en el Metropolitan Opera en Nueva York, entre otros. Además, cantó junto al célebre tenor italiano Enrico Caruso.[cita requerida]

## Arquitectura

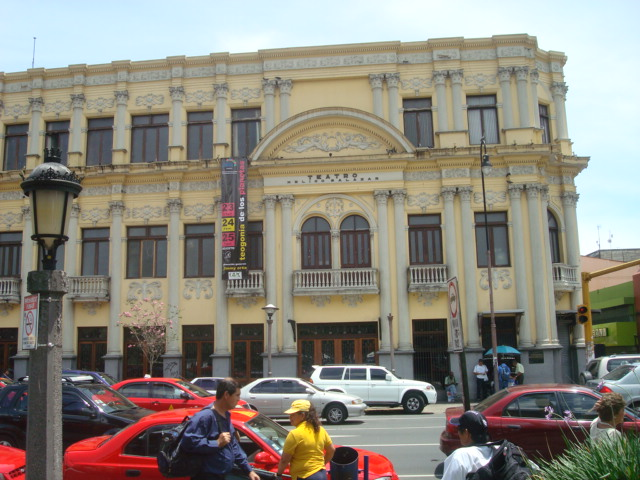
Teatro Popular Melico Salazar, en San José, Costa Rica.

El edificio del Teatro Popular Melico Salazar se encuentra construido en concreto armado y mampostería de ladrillo, técnica constructiva de la que fue pionero en el país. Su arquitectura es de tipo neoclásico tardío muy libre con respecto a los cánones académicos, en concordancia con otras obras de Garnier. Sus fachadas son de orden gigante y estética corintia, con un pedestal a escala humana por donde se abren las puertas y las ventanas a nivel de la acera. En el segundo piso, cuenta con balcones balaustrados sostenidos por mascarones, que se alternan con otras ventanas. Sus relieves decorativos son de corte modernista, obra del catalán Gerardo Rovira, en cuyo taller se hicieron los frisos, capiteles y modillones.[cita requerida]
En el edificio destacan las tallas que adornan los frontones curvos de los accesos principales que dan a la Avenida Segunda y la Calle Central: dos musas flotantes se reúnen alrededor de un arpa, en medio de motivos florales barrocos. Figurillas masculinas, que parecen estar en medio de un coloquio, se repiten continuamente en el friso.[cita requerida]
En la actualidad, se considera a este edificio uno de los iconos patrimoniales histórico-arquitectónicos de Costa Rica.[cita requerida]

## Decisión respecto al COVID-19
El martes, 10 de marzo de 2020, debido a la epidemia de enfermedad por coronavirus de 2019-2020, el Teatro Melico Salazar decidió no permitir que se presentara, en sus instalaciones, el evento del concierto que Jorge Drexler daría en esa fecha, debido a las posibilidades de contagio entre la multitud que allí acudiría. Por ello, Jorge Drexler y su equipo decidieron presentarse únicamente de manera virtual, en una transmisión hecha a través de Facebook (de la página oficial en Facebook del propio artista, JorgeDrexlerOficial), en un evento organizado también por @interdepro, ante las butacas vacías del teatro e interpretando una a una las canciones que el público iba solicitando a través de la red social mencionada.